# Hungarisme

Drapeau hungariste : croix fléchée verte avec un H blanc à l'intérieur, symbole totalitaire dont l'utilisation susceptible de troubler l'ordre public est interdite en Hongrie au même titre que la croix gammée.

Le hungarisme (en hongrois : hungarizmus) est une idéologie politique hongroise apparue en 1930 comme une déclinaison locale du national-socialisme. Mené par Ferenc Szálasi, il s'agit d'un mouvement ouvertement irrédentiste, nationaliste et antisémite situé à l'extrême droite de l'échiquier politique hongrois.
La principale organisation politique du hungarisme a été le Parti des Croix fléchées au pouvoir en Hongrie entre l'automne 1944 et le printemps 1945. Cette brève expérience du pouvoir, dans un contexte de guerre étrangère, d'inféodation au Reich et d'invasion de la Hongrie par les troupes soviétiques et roumaines, se solde par l'édition de textes politiques, la déportation forcée ou le massacre des populations juives durant la bataille de Budapest et enfin, la défaite militaire lors du retrait des Allemands de Hongrie.

## Idéologie de Szálasi
Bien que le hungarisme soit connu pour être la copie hongroise du nazisme, Ferenc Szálasi, fondateur du « Parti des Croix fléchées - Mouvement hungariste » et de ses partis prédécesseurs, affirme au contraire la différence entre les deux : la théorie de suprématie raciale aryenne exposée dans Le Mythe du vingtième siècle par le principal idéologue du nazisme, Alfred Rosenberg, et appelée par Szálasi « rosemberguisme » (rosembergizmus), n'est pour lui qu'une théorie du « peuple élu » peu différente des « projets de domination mondiale » juifs, et n'est pas l'opinion réelle du Führer mais seulement l'attitude de certains milieux impérialistes allemands. Szálasi ne qualifie pas de race inférieure les Slaves, ni même les « Nègres », et selon sa brochure-programme de 1935, Cél és követelések (« But et exigences »), c'est selon un principe de « conationalisme » (konnacionalizmus), sans peuples inférieurs ni supérieurs, que les peuples installés dans la « Terre ancestrale » (Ősföld, la Hongrie historique) et jusqu'à la région côtière adriatique doivent s'associer en « Terres Unies de Hungária » (Hungária Egyesült Földek), dénomination qui évite volontairement le mot magyar « hongrois ». La théorie raciale de Szálasi est d'ailleurs qu'une « souche primitive gondwanienne » (gondváni), différente des Aryens, est à l'origine non seulement des peuples « hunno-turcs » (allant de la Hongrie à la Mongolie et même jusqu'au Japon, selon l'idée du touranisme de l'époque), mais aussi notamment des peuples « baltes orientaux » et « dinariques » (slaves) ; selon sa conception, il existe cinq races de base (törzs « souche ») : les Aryens, Gondwaniens, Moyen-Orientaux (előázsiai « pré-asiatiques »), Nègres, et Amérindiens.
Le hungarisme envisage ainsi un partage du monde basé non sur la race, mais sur le pouvoir d'empires disposant chacun de son propre espace vital, ce qui est supposé mettre fin à tout affrontement entre eux ; et selon Szálasi, étant donné le grand nombre de peuples en Europe, la conception hungariste d'empires « conationalistes » est la plus authentiquement européenne, au contraire de la conception allemande de « peuple-race » et de la conception italienne centrée sur « l'État ». Mais Szálasi veut évidemment conserver un rôle dominant aux Hongrois, et son mouvement hungariste, qui n'est pas fondé sur l'« identité nationale » de chaque peuple et souhaite donc intégrer les Allemands de Hongrie, suscite la méfiance des dirigeants nazis, qui lui préfèrent d'autres partis concurrents et ne commencent à soutenir réellement les hungaristes qu'en août 1944.
L'absence de peuples inférieurs ne s'étend pas aux Juifs et aux Tziganes : Szálasi considère comme un avantage pour le hungarisme qu'au contraire des Aryens, les « Gondwaniens » de « Hungária » ne se soient pas mélangés aux Juifs, et fixe comme objectif non pas l'antisémitisme, la lutte contre les Juifs, mais l'« asémitisme », l'absence de Juifs. La méthode qu'il envisage pour cela est de les expulser, mais en cas de victoire finale du national-socialisme en Europe, il n'exclut pas de les « exterminer jusqu'au dernier » (irmagostul kiirt).

## Après la chute du régime communiste
En 1993, Albert Szabó crée, sur la base des idées hungaristes, un parti successeur du Parti des Croix fléchées, le Parti du pouvoir populaire de la nation mondiale (hu). La même année, ce parti est interdit, ainsi que d'autres organisations créées pour lui succéder, mais celles-ci existent en fait toujours sous forme de groupuscules plus ou moins informels, comme le Front national hongrois (Magyar Nemzeti Arcvonal), Blood and Honour (Vér és Becsület), le Mouvement Pax Hungarica, etc.